# Grande Rivière du Nord (rivier)
De Grande Rivière du Nord is een rivier in het noorden van Haïti. Ze stroomt door de gelijknamige plaats Grande-Rivière-du-Nord. De rivier ontspringt in het Massif du Nord, en heeft een lengte van 70 kilometer. Het debiet bedraagt 5,4 m³/s.